# Drosophila aracataca
Drosophila aracataca är en tvåvingeart som beskrevs av Vilela och Val 1983. Drosophila aracataca ingår i släktet Drosophila och familjen daggflugor.
Artens utbredningsområde är Colombia.